# Jessica Galli
Jessica Galli (Freehold, Nueva Jersey; 1 de diciembre de 1983) es una atleta de carrera en silla de ruedas estadounidense.

## Biografía
Creció en el municipio de Hillsborough, Nueva Jersey. Está parapléjica como resultado de un accidente automovilístico en septiembre de 1991 cuando tenía 7 años. Se involucró en los deportes paralímpicos al unirse al Children's Lightning Wheels PSC por recomendación de un terapeuta recreativo en el Children's Specialized Hospital, donde se sometió a rehabilitación.

## Carrera
Ha participado en los juegos paralímpicos de 2000, 2004 y 2008. En los Juegos Paralímpicos de Sídney 2000 ganó la medalla de plata en la carrera de silla de ruedas femenina T53 de 800 metros. Estableció un récord mundial en la carrera T53 de 400 m con un tiempo de 55.82 en el Campeonato Europeo de Silla de Ruedas 2007 el 7 de junio en Pratteln, Suiza.
En enero de 2008, fue nombrada Paralímpica del Año 2007 por el Comité Olímpico de los Estados Unidos. Ese verano, fue nominada para un Premios ESPY como Mejor Atleta Femenina con Discapacidad. En los Juegos Paralímpicos de Verano de 2008 en septiembre, ganó cinco medallas: 1 de oro, 3 de plata y 1 de bronce.